# حزب العمل المغربي
حزب العمل هو حزب سياسي مغربي، تأسس عام 1974 على يد عبد الرحمن عبد الله الصنهاجي، وظل هذا الأخير رئيسه حتى وفاته عام 1986.
شارك حزب العمل في جميع الاستحقاقات الانتخابية المغربية، وقد عرف خلافات داخلية من بينها محاولة إبعاد رئيسه الحالي محمد الإدريسي عام 1996. ومنذ مؤتمره الثالث المنعقد بتاريخ 18 يناير 1998 والإدريسي رئيس للحزب.